# Snail Mail (игра)
Snail Mail - видеоигра, разработанная компанией Sandlot Games 4 декабря 2004 года. Позже игра была портирована на игровую приставку Wii, а ещё чуть позже - на операционную систему IOS. Игра представляет собой быструю гонку с препятствиями, в которой игрок управляет улиткой по имени Турбо, имеющая ранец на спине, который может пригодиться для выполнения сложных уровней, с различными провалами и врагами, которые всячески пытаются не дать игроку дойти к финишу дистанции, чтобы победить.